# Лазар, Берл
Берл Лазар (полное имя Шломо Дов-Бер Пи́нхос Лазар; род. 19 мая 1964, Милан, Италия) — главный раввин России по версии ФЕОР, представитель любавического хасидизма (Хабад-Любавич).

## Биография

### Происхождение, образование, начало деятельности в России
Берл Лазар родился 19 мая 1964 года в семье раввина еврейской общины Милана (Италия). 
В 1978 году, окончив общеобразовательную еврейскую школу, поступил в раввинский колледж (Rabbinical College of America) в Нью-Джерси (США). Затем, в 1982 году продолжил учёбу в иешиве «Томхей Тмимим» в Нью-Йорке и окончил её в 1988 году с дипломом раввина в звании даяна.
В 1990 году стал раввином московской синагоги в Марьиной Роще, посланником (шалиах) Любавичского Ребе в СССР. 
В начале 1990-х участвовал в деятельности Конгресса еврейских религиозных организаций и общин России (КЕРООР); был одним из активных участников учредительного съезда Российского еврейского конгресса (РЕК) в 1996 году и даже вошёл в президиум РЕКа. С 1995 года он также занимает пост Председателя Объединения раввинов СНГ.

### Главный раввин России

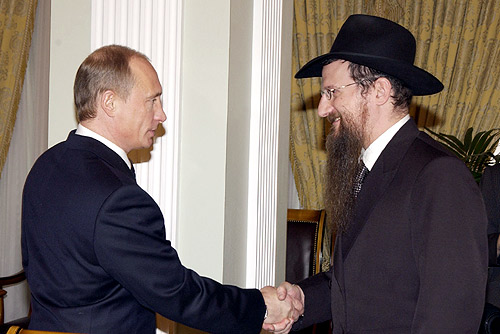
Берл Лазар (справа) и Президент России Владимир Путин. Ново-Огарёво, 3 марта 2005 года

На первом (учредительном) съезде ФЕОР, открывшемся 15 ноября 1999 года, был избран главным раввином ФЕОР (не путать с Главный раввин России). 25 ноября 1999 года в Белом доме был принят в числе других членов руководства ФЕОР (Леви Леваев, Михаил Глуз, Марк Грубарг) председателем правительства Владимиром Путиным.
29 мая 2000 года, спустя 4 года после подачи соответствующего прошения, получил гражданство России, сохранив при этом гражданство США.
13 июня 2000 года на «общееврейском съезде» представителей 87 общин, из которых 70 представляли ФЕОР, 4 представляли КЕРООР, остальные были членами «ВААДа России» и одновременно сотрудничали с ФЕОР, был избран главным раввином России. Не был в таком качестве признан со стороны КЕРООР и РЕК, а также главным раввином России Адольфом Шаевичем, который был приглашён, но не присутствовал на съезде. Шаевич заявил, что считает избрание Лазара «кознями администрации президента», а в 2001 году разъяснил: «Я — жертва моих контактов с Владимиром Гусинским» (Гусинский был арестован в день открытия съезда).
В 2000 году получил приглашение и присутствовал на оглашении послания президента Федеральному собранию, проходившем в Кремле 8 июля, в субботу.
Указом президента России Владимира Путина в 2001 году включён в состав Совета по взаимодействию с религиозными объединениями при Президенте Российской Федерации.

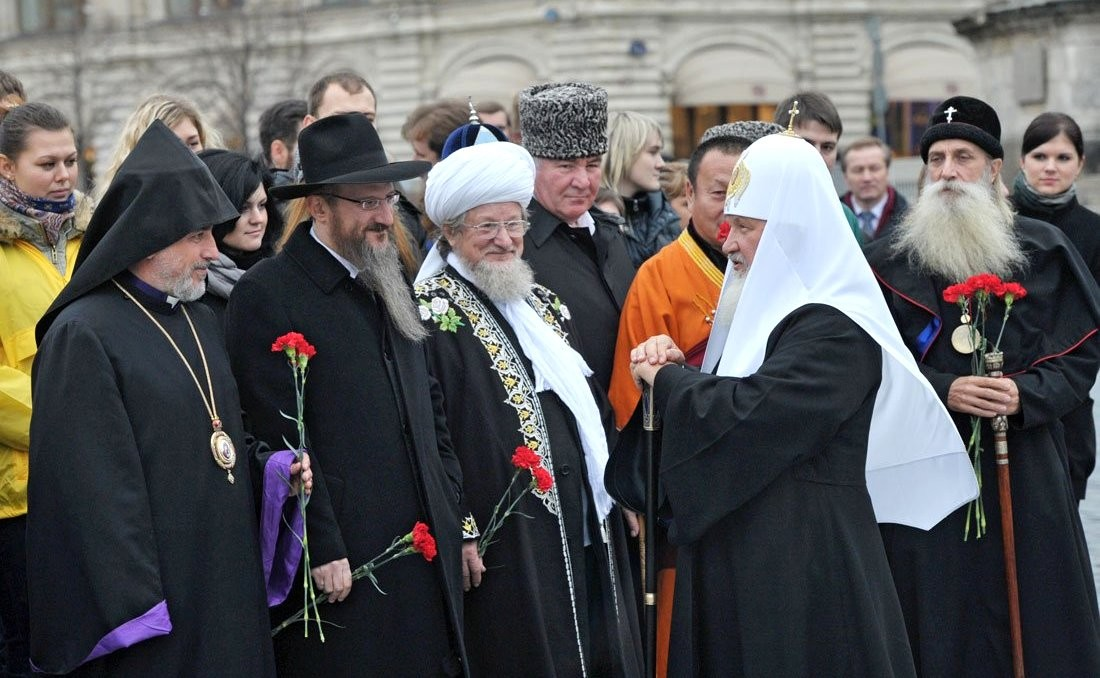
С главами ведущих конфессий России, 2012 год

2 июля 2002 года на учредительном съезде Всемирного конгресса русскоязычного еврейства в Москве раввин Берл Лазар был избран председателем Раввинского совета этой международной организации. Одна из его обязанностей в этой должности — регулярно и объективно информировать международную общественность о положении еврейской общины в России и противодействии органов государственной власти проявлениям антисемитизма.
В сентябре 2005 года Указом Президента В. В. Путина назначен членом Общественной палаты Российской Федерации.
В настоящее время под духовным попечительством раввина Берла Лазара возрождены еврейские общины более чем в 350 городах СНГ, действуют национальные школы и детские сады, в десятках городов работают раввины, функционируют синагоги и благотворительные организации.
Указом Президента Российской Федерации от 30 марта 2004 (8 Нисана 5764) года «за заслуги в развитии духовной культуры и укреплении дружбы между народами» раввин Берл Лазар был награждён орденом Дружбы. Спустя 3 месяца, 25 июня (6 Тамуза), в Кремле глава государства В. В. Путин лично вручил ему орден.

## Семья
Женат на Ханне Дерен, дочери Иезекииля Дерена, раввина из Питтсбурга. Отец 13 детей (5 сыновей и 8 дочерей).
Дочери: Блюма (с 16 июня 2011 года замужем за Айзеком Розенфельдом, сыном раввина Иегошуа Розенфельда, посланника Любавичского Ребе в Колумбии), Фрадл (с 11 февраля 2016 года замужем за Мойше Лерманом), Двора-Лея, Штерна-Сара, Броха, Ривка (с 12 февраля 2025 года замужем за Шоломом, сыном главного раввина Одессы и Юга Украины Авраама Вольфа), Мирьям-Бэйла и Шейна.
Сыновья: Йехезкель (с 16 марта 2016 года женат на Хае-Мушке, дочери главы иешивы «Томхей Тмимим» из Иерусалима), с 2017 года главный раввин Симферополя (Республика Крым); Менахем-Мендл (с 4 июля 2017 года женат на Хане-Цивии, дочери Главного раввина Берлина Йеуды Тейхтеля), главный раввин Краснодара; Шолом, главный раввин Сочи; Исроэл-Арье-Лейб и Леви-Ицхак.

## Награды

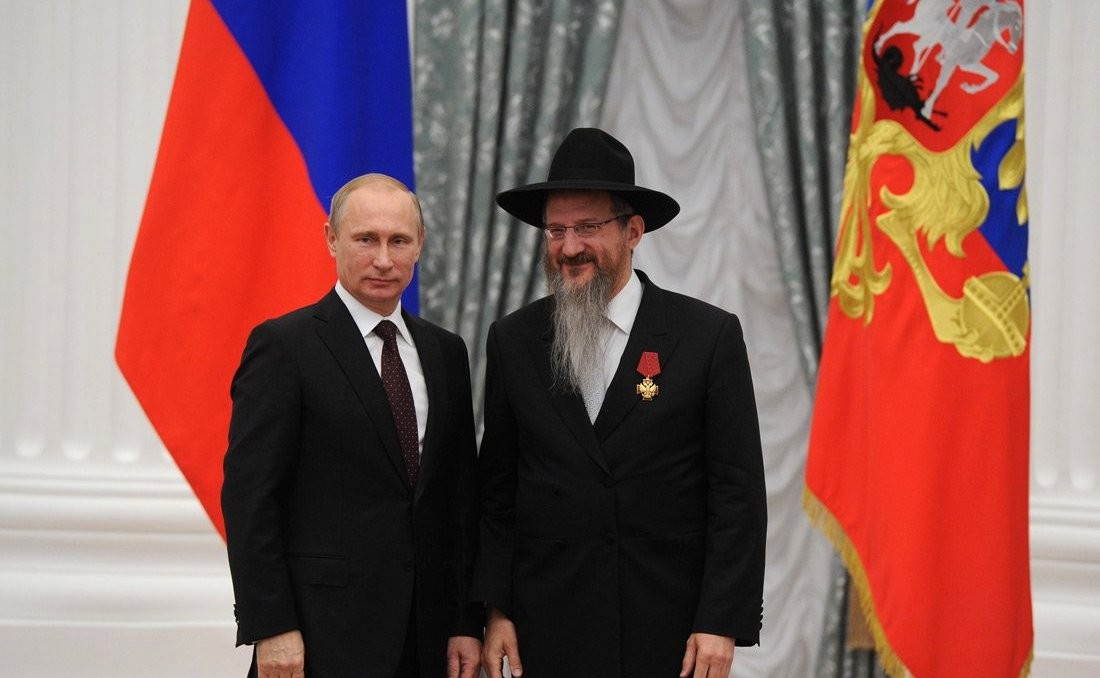
Награждение Орденом «За заслуги перед Отечеством» IV степени. 31 июля 2014 года

- Орден «За заслуги перед Отечеством» IV степени (30 апреля 2014 года) — за достигнутые трудовые успехи, значительный вклад в социально-экономическое развитие Российской Федерации, заслуги в гуманитарной сфере, укреплении законности и правопорядка, многолетнюю добросовестную работу, активную законотворческую и общественную деятельность[18].
- Орден Почёта (16 апреля 2025 года) — за заслуги в обеспечении деятельности Совета по взаимодействию с религиозными объединениями при Президенте Российской Федерации[19].
- Орден Дружбы (30 марта 2004 года) — за заслуги в развитии духовной культуры и укреплении дружбы между народами[20].
- 1 декабря 2004 года награждён общественным орденом Минина и Пожарского[21].
- 5 сентября 2005 года награждён орденом Петра Великого I степени (общественная награда Академии проблем безопасности, обороны и правопорядка)[22].
- Золотой Почётный знак «Общественное признание» (2006)[23].
- 31 мая 2005 года в Москве, на 19-м заседании Российского организационного комитета «Победа», главному раввину России вручили памятную медаль «60 лет Победы в Великой Отечественной войне 1941—1945 годов». В грамоте, прилагаемой к медали и подписанной президентом России Владимиром Путиным, указано, что «медаль вручена за активное участие в патриотическом воспитании граждан и большой вклад в подготовку юбилея Победы».
- Медаль «Министерство иностранных дел Российской Федерации. 200 лет.» (2002)